# ویلسون گونزالس اوکسنکنکت
ویلسون گونزالس اوکسنکنکت (آلمانی: Wilson Gonzalez Ochsenknecht؛ زادهٔ ۱۸ مارس ۱۹۹۰) هنرپیشه اهل آلمان است.
از فیلم‌هایی که وی در آن نقش داشته‌است، می‌توان به استون‌وال و هابرمان اشاره کرد.